# مارازیون
longitudeمارازیونstastic_image_widthمارازیونlatitudeمارازیون
مارازیون (به انگلیسی: Marazion) یک شهرک در بریتانیا است که در کورنوال واقع شده‌است.

## خصوصیات
مارازیون ۱٬۴۶۶ نفر جمعیت دارد.